# Тораме (Верчели)
Тораме је насеље у Италији у округу Верчели, региону Пијемонт.
Према процени из 2011. у насељу је живело 8 становника. Насеље се налази на надморској висини од 337 м.